# Bentley Continental
Il nome Continental è stato usato dalla Bentley dal 1952 su molte sue automobili nel corso degli anni. Di seguito vengono illustrati i modelli che hanno e adottato la dicitura.

## Modelli Continental
- 1952–1955 Bentley R Continental
- 1955–1959 Bentley S1 Continental
- 1959–1962 Bentley S2 Continental
- 1962–1965 Bentley S3 Continental
- 1984–1995 Bentley Continental (1984)
- 1991–2002 Bentley Continental R
- 1994–1995 Bentley Continental S
- 1996–2002 Bentley Continental T
- 2003– Bentley Continental GT
- 2005– Bentley Continental Flying Spur
- 2006– Bentley Continental GTC

## Galleria d'immagini

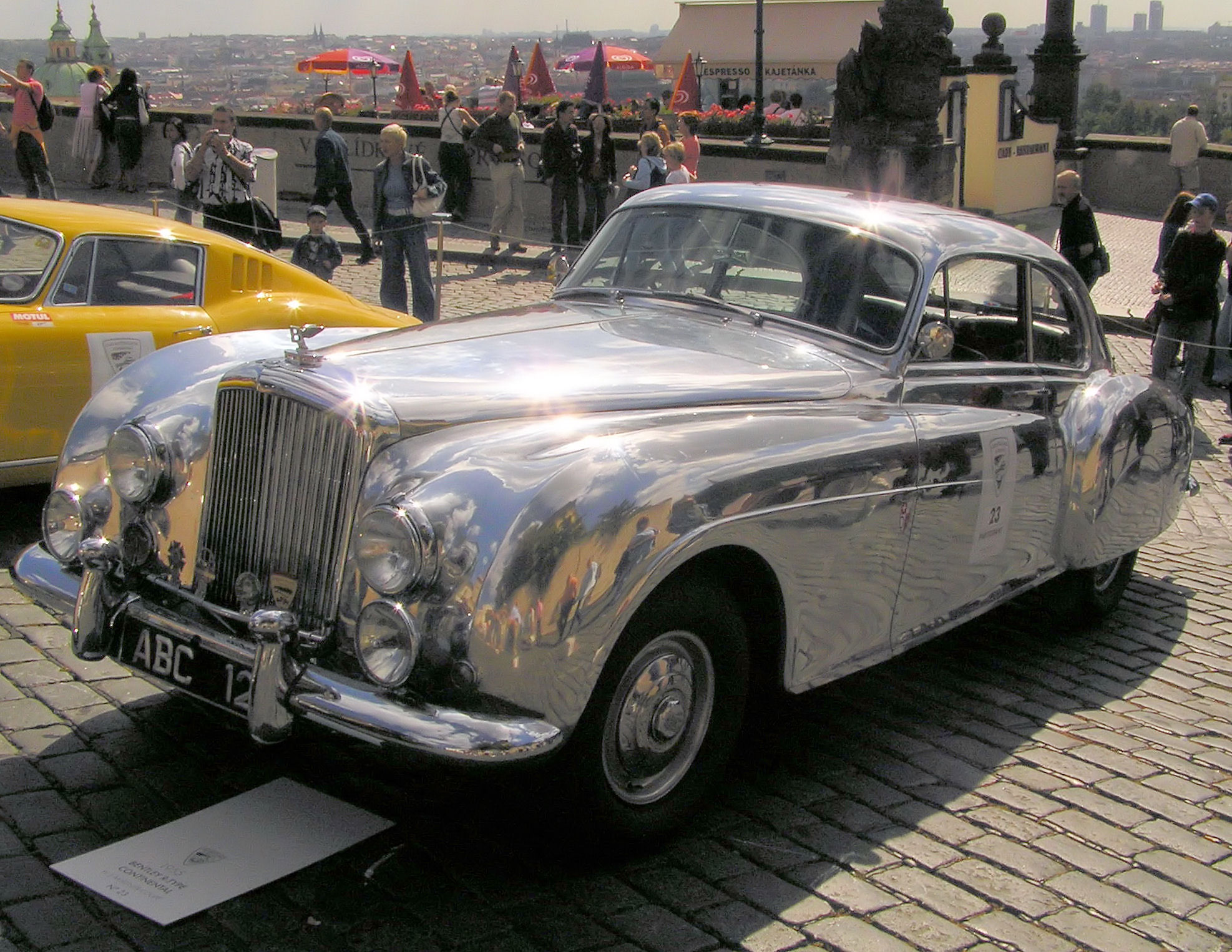
Bentley R Continental, (1955)
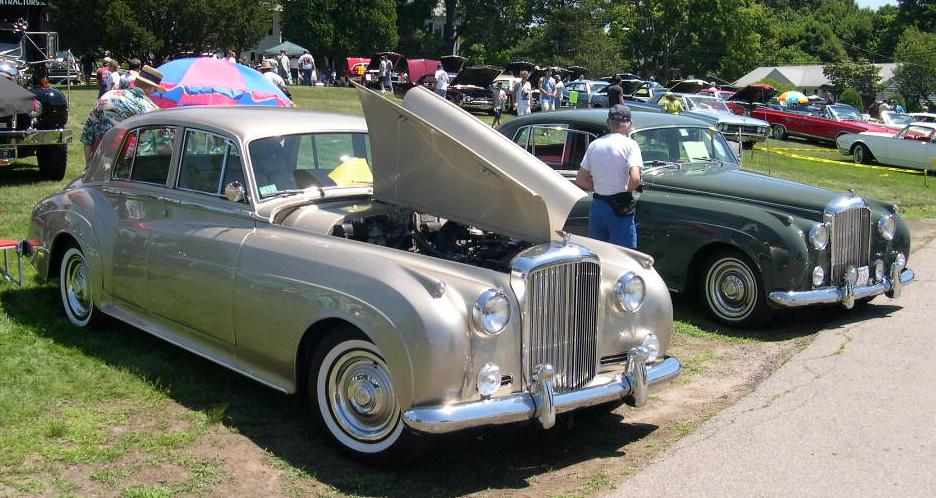
Bentley S1 Continental
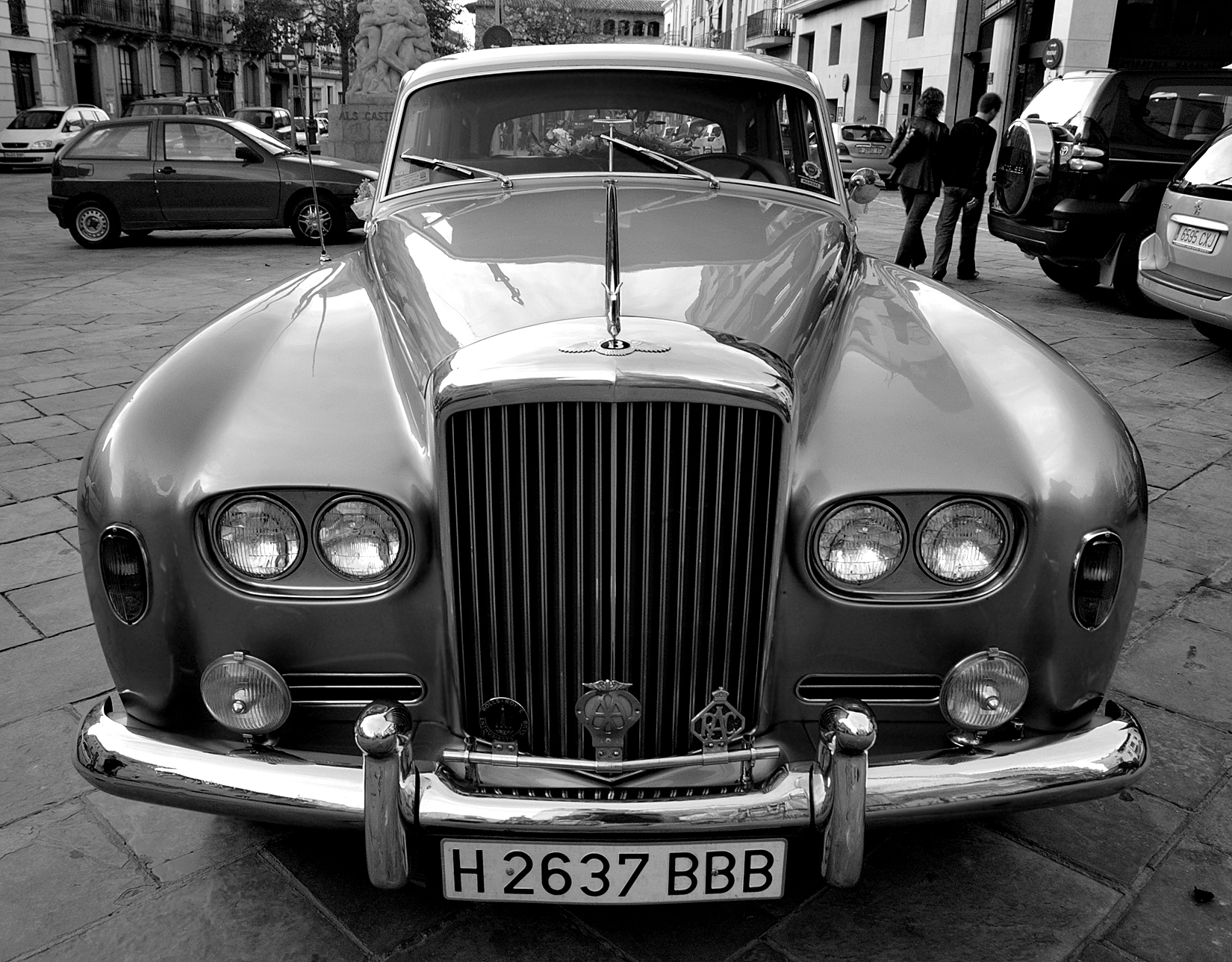
Bentley S3 Continental, (1963)
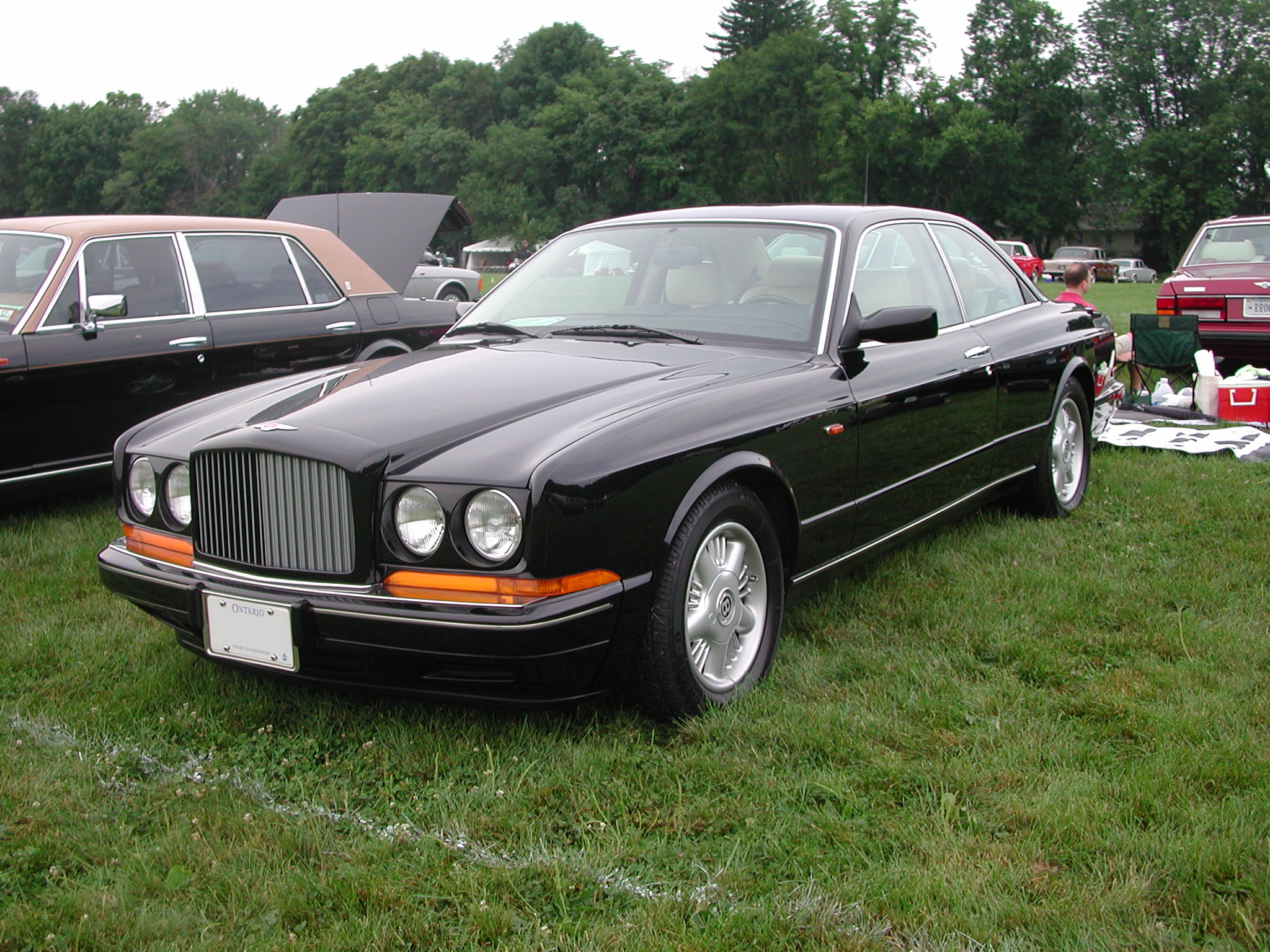
Bentley Continental R, (1998)
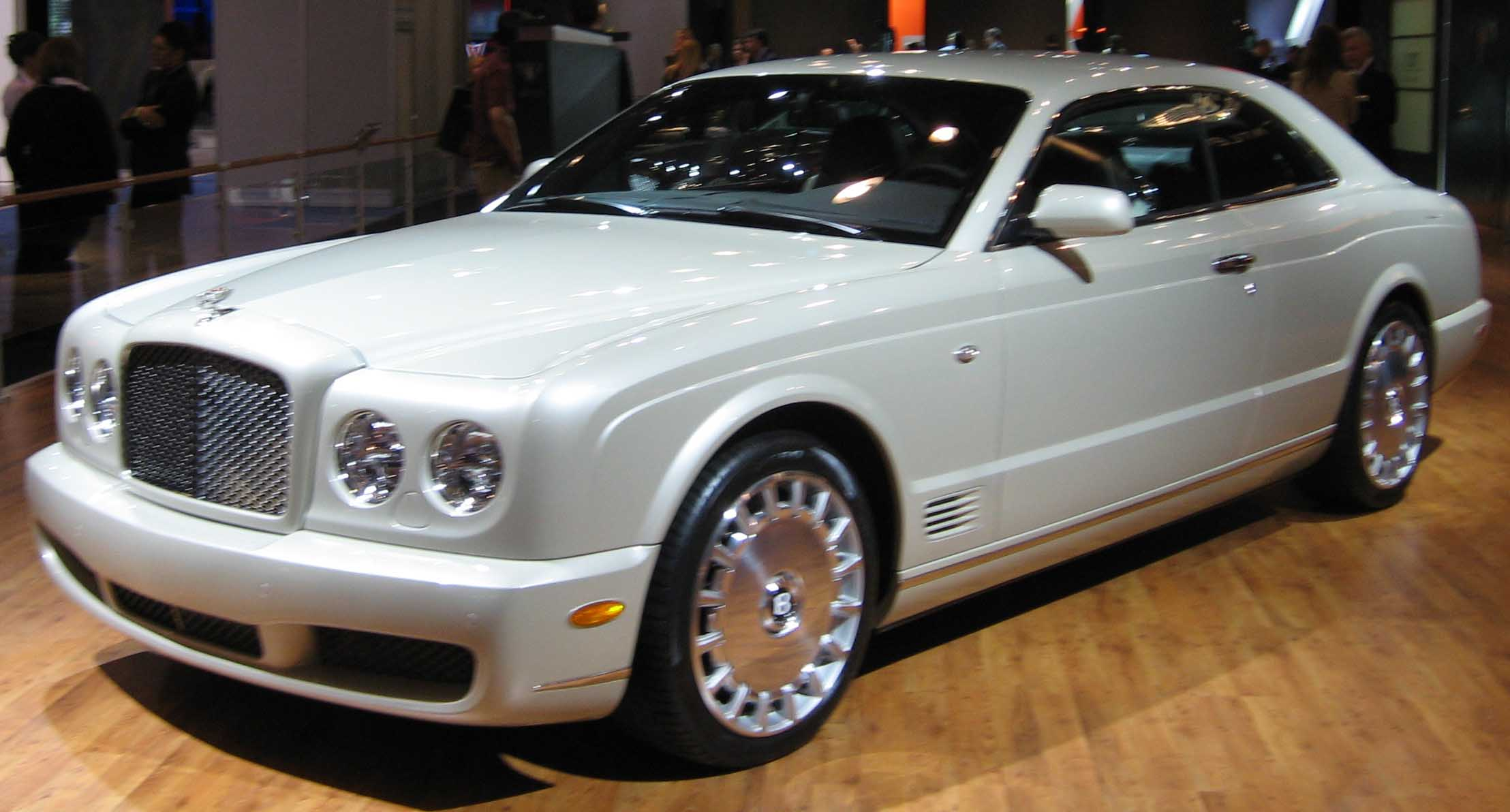
La Bentley Brooklands Coupé, (2000)
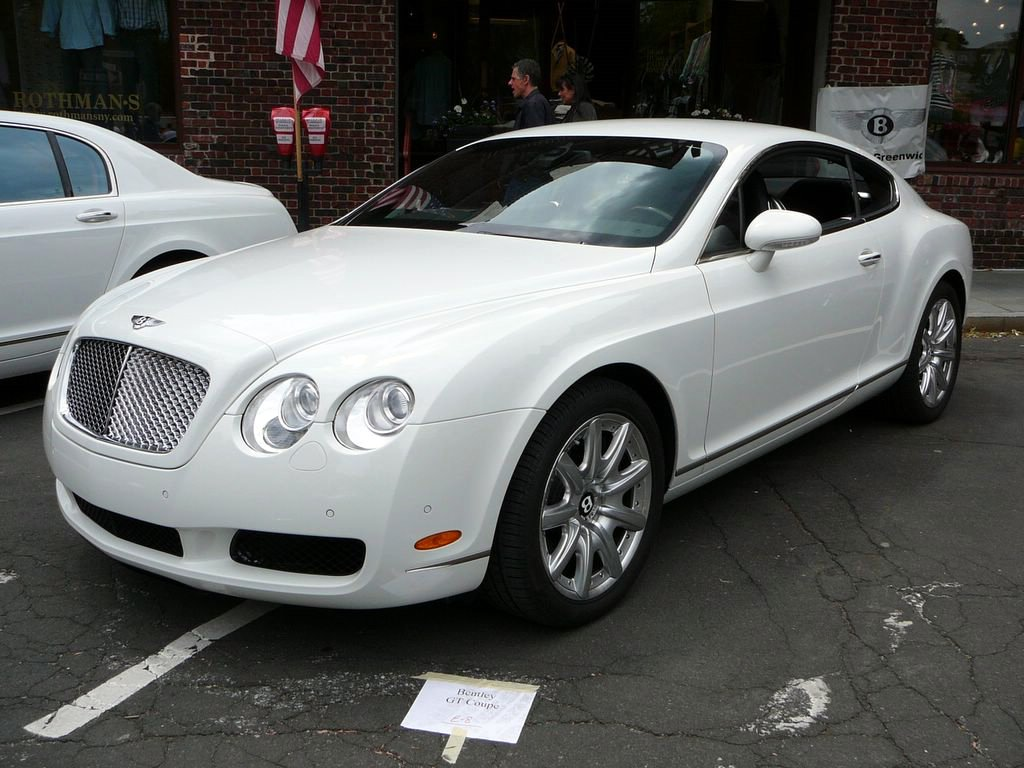
Bentley Continental GT, (2003)